# Classe Kongō (DDG)
Pour les autres classes de navires du même nom, voir Classe Kongō.
La classe Kongō (こんごう型護衛艦, Kongō keigo eikan) est une classe de destroyers lance-missiles de la Force maritime d'autodéfense japonaise construite durant les années 1990.

## Service
Leur rôle premier est la défense antimissile contre les missiles balistiques de la Corée du Nord.

En décembre 2007, le Japon effectua pour la première fois une interception de missile balistique pour tester son système de combat Aegis à bord du JDS Kongō.

## Conception
C'est une modification de la classe Arleigh Burke (DDG-51)  de l’US Navy. Cette classe de navires multi-rôles est équipée du système de combat Aegis et du radar AN/SPG-62.

Son système de lancement vertical (VLS) peut contenir jusqu'à 90 missiles.

## Les bâtiments
| N° coque | Nom          | Lancement         | Service effectif | Chantier                             | Port d'attache | Photo |
| -------- | ------------ | ----------------- | ---------------- | ------------------------------------ | -------------- | ----- |
| DDG-173  | JDS Kongō    | 26 septembre 1991 | 25 mars 1993     | Mitsubishi Heavy Industries Nagasaki | Sasebo         |       |
| DDG-174  | JS Kirishima | 19 août 1993      | 16 mars 1995     | Mitsubishi Heavy Industries Nagasaki | Yokosuka       |       |
| DDG-175  | JDS Myōkō    | 5 octobre 1994    | 14 mars 1996     | Mitsubishi Heavy Industries Nagasaki | Maizuru        |       |
| DDG-176  | JS Chōkai    | 27 août 1996      | 20 mars 1998     | IHI Corporation Tokyo                | Sasebo         |       |

## Culture Populaire
- Dans le jeu vidéo de stratégie Wargame: Red Dragon développé par Eugen Systems, le croiseur Kongo est une unité des forces navales BLUFOR.
- Le JDS Myōkō fait une apparition dans le film de science-fiction de 2012, Battleship.